# Blainville-sur-Orne
Blainville-sur-Orne é uma comuna francesa na região administrativa da Normandia, no departamento Calvados. Estende-se por uma área de 7,1 km². Em 2010 a comuna tinha 6 015 habitantes (densidade: 847,2 hab./km²).